# Caso Chicago Police Dept. v. Mosley
Chicago Police Dept. v. Mosley (1972), foi um caso da Suprema Corte dos Estados Unidos que dizia respeito à liberdade de expressão sob a Primeira Emenda. O argumento oral para este caso foi consolidado com Grayned v. City of Rockford, mas opiniões separadas foram emitidas para cada um. Earl Mosley protestou contra a discriminação no emprego carregando uma placa na calçada em frente a uma escola secundária de Chicago, até que a cidade de Chicago tornou isso ilegal. Embora Chicago acreditasse que seu decreto era uma restrição de tempo, local ou maneira e, portanto, uma lei constitucional, a Suprema Corte decidiu que era uma restrição baseada em conteúdo, porque tratava os protestos trabalhistas de maneira diferente de outros protestos. Como a portaria não atendeu aos padrões mais altos de restrições baseadas em conteúdo, ela foi declarada inconstitucional.